# Lignyoptera nausearia
Lignyoptera nausearia là một loài bướm đêm trong họ Geometridae.